# Броненосные крейсера типа «Цукуба»
Броненосные крейсера типа «Цукуба» — тип крейсеров японского императорского флота начала XX века. Являлись значительно увеличенной версией крейсеров типа «Идзумо» с артиллерией 305-мм калибра. Всего построено 2 единицы: «Цукуба» (яп. 筑波) и «Икома» (яп. 生駒). По техническим характеристикам были близки к британским броненосцам типа «Дункан». Их дальнейшие развитие — броненосные крейсера типа «Ибуки» стали переходным типом между броненосными и линейными крейсерами.

## Проектирование и постройка
В феврале 1904 года японский парламент санкционировал выделение 48 мил. иен на дополнительную кораблестроительную программу. По ней предполагалось построить два броненосца и четыре броненосных крейсера.
Первоначальный проект броненосного крейсера предполагал совмещение корпуса «Кресси», силовой установки «Девоншира» с бронёй и вооружением «Идзумо», водоизмещение должно быть больше, чем у прародителей, и крейсер, для улучшения мореходности, должен был иметь развитый полубак, и предназначался, как и «Каунти», прежде всего для действий на коммуникациях. По всем характеристикам новый крейсер должен был превосходить равный по водоизмещению «Кресси». Результаты боя в Жёлтом море повлияли на замену главного калибра на 12" орудия, которые показали свою высокую эффективность на больших дистанциях.
Новые крейсера должны были стать самыми крупными боевыми кораблями построенными в Японии и главной задачей этих кораблей снова стало участие в эскадренном сражении вместе с броненосцами. Перекомпоновка проекта для установки нового вооружения вызвало рост водоизмещения на 1750 тонн и ширины на 2 метра. В результате крейсер стал крупнее русских броненосцев того времени, крупнее «Фудзи» и «Ясимы», и лишь немного меньше «Микасы». Строительство кораблей было сопряжено с производственными проблемами, из-за чего головная «Цукуба» обладала многочисленными дефектами.

## Конструкция
Крейсера имели длинный полубак, улучшавший мореходность.
Впервые в японском флоте корабли лишились традиционного тарана, получив красивую и практичную носовую оконечность, имевшую бросавшуюся в глаза клиперскую форму, позаимствованную от парусных времен.

### Вооружение
На кораблях стояли четыре 305-мм/45 пушки в двухорудийных башнях в носовой и кормовой части. Орудия имели угол возвышения 23°, угол склонения −3°. Это позволяло вести огонь бронебойным снарядом на 22 000 м. Орудия стреляли несколькими типами снарядов одинакового веса по 386 кг. Таким образом, его главный калибр превосходил орудийную мощь эскадренных броненосцев русско-японской войны.
Средний калибр составляли двенадцать 152-мм /45: восемь на батарейной палубе и в четыре казематах.
К противоминной артиллерии относились двенадцать 120-мм/40, установленных за щитами на навесной палубе на крышах казематов, в батарее на верхней палубе, между броневыми казематами, в носовой оконечности, на жилой (батарейной) палубе в кормовой оконечности и четыре 76-мм орудия. Так же крейсера несли четыре 47-мм салютные пушки. Обращает на себя внимание увеличение противоминного калибра с 76 до 120 мм, как и на русских послецусимских броненосцах типа «Андрей Первозванный» и крейсере «Рюрик» — моряки противоборствующих сторон сделали аналогичные выводы из боевого опыта.

### Бронирование
Ватерлинию корабля защищал броневой пояс, начинающийся от форштевня и заканчивающийся в 6 футах за кормовым перпендикуляром, где он замыкался 89-мм траверзом. Его высота составляла 7 футов (2,13 м), из которых 5 находилось ниже уровня воды. Толщина пояса утончалась от середины к оконечностям. Средняя секция, прикрывавшая котельные и машинные отделения, отсеки подводных торпедных аппаратов и часть погребов боезапаса, состояла из 178-мм плит. Далее в оконечности, вплоть до форштевня и кормового траверза, толщина броневых плит составляла 102 мм.
Над главным поясом шел верхний, состоящий из 127-мм броневых плит. С носа и кормы он замыкался 25-мм броневыми переборками, идущими под углом к диаметральной плоскости и примыкающим к барбетам башен главного калибра. Броня цитадели являлась единственной защитой пространства между броневой и батарейной палубами, для подачных труб и оснований башен главного калибра.
Над вернем поясом казематы и батарея среднего калибра бронировалась той же толщиной.
Вертикальную защиту по ватерлинии усиливали 51-мм скосы защитной палубы поверх 25,4 мм настила из мягкой судостроительной стали, которые спускались ниже уровня воды и служили опорой для плит пояса. Горизонтальная часть этой палубы имела 38-мм броневой стали поверх 12,7-мм мягкой судостроительной стали.
Двухорудийные башни главного калибра защищались 178-мм плитами. Сверху башня перекрывалась крышей из полуторадюймовой (38-мм) никелевой стали. Барбет, внутри которого размещались роликовый погон и подачная труба, между верхней и батарейной палубами был покрыт 178-мм броней.
Носовая боевая рубка: стены 203 мм, крыша 38 мм, кормовая соответственно 152 и 38 мм.
Крейсера имели бронирование, в точности повторявшее защиту «Асамы» и его родственников. Защита эта для своего времени оставалась на приемлемом уровне.

### Силовая установка
Две четырёхцилиндровые паровые машины тройного расширения, снабжались паром из применённых японцами более крупных водотрубных котлов Миабара позволило сократить количество котлов с 22-23 на британских судах до 20 на типе Цукуба без потери мощности. Проектная мощность силовой установки и составила 21 000 л. с., проектная скорость по сравнению с первоначальным проектом уменьшилась на узел и составила 20,5 узлов. Полный запас угля составил 2000 тонн, нормальный всего 600 тонн. На испытаниях, без установки орудий главного калибра, «Цукуба» развила скорость 21,6 узла. «Икома» в нормальном грузу показала 20,4 узла. На службе крейсера считались 20 узловыми при мощности машин около 21 000 л. с.

## Служба
«Цукуба» — Заложен 14 января 1905 г., спущен 26 декабря 1905 г., вошёл в строй 14 января 1907 года. Погиб 14 января 1917 г. в Йокосуке в результате взрыва артиллерийских погребов, потери экипажа составили 152 человек убитыми.
«Икома» — Заложен 15 марта 1905, спущен 9 апреля 1906, вошёл в строй 24 марта 1908 года. После Вашингтонской конференции разоружили и 13 ноября 1924 года продали на слом.

## Оценка проекта
Быстрая постройка «Цукубы» позволила некоторое время считать этот корабль самым сильным крейсером в мире.
- Броненосные крейсера типа «Цукуба»
- Броненосцы типа Дункан
- Идзумо
- Кент

«Цукуба», водоизмещением 14 000 т, по существу был аналогом британского броненосца типа «Дункан» со скоростью на полтора узла большей и броневой защитой башен на два дюйма меньше, с таким же стандартом защиты и 119-мм орудиями вместо 76-мм. Оба японских корабля оставили в Британии о себе очень хорошее впечатление.

…можно сказать о том, что как не пытались японцы построить настоящий броненосный крейсер, получался у них всё тот же броненосец второго класса. Относительно быстроходный и относительно мощный, но всё-таки второклассный и всё же именно броненосец.
— Кофман В.Л. И тут пришёл Джек…
Если подвести итоги интенсивной кораблестроительной деятельности Страны восходящего солнца после Русско-японской войны, её результаты можно оценить как плачевные: к 1911 году в строй вошли четыре броненосца и четыре броненосца-крейсера, все «с иголочки», и все — практически полностью морально устаревшие.